# Prosinec 2017

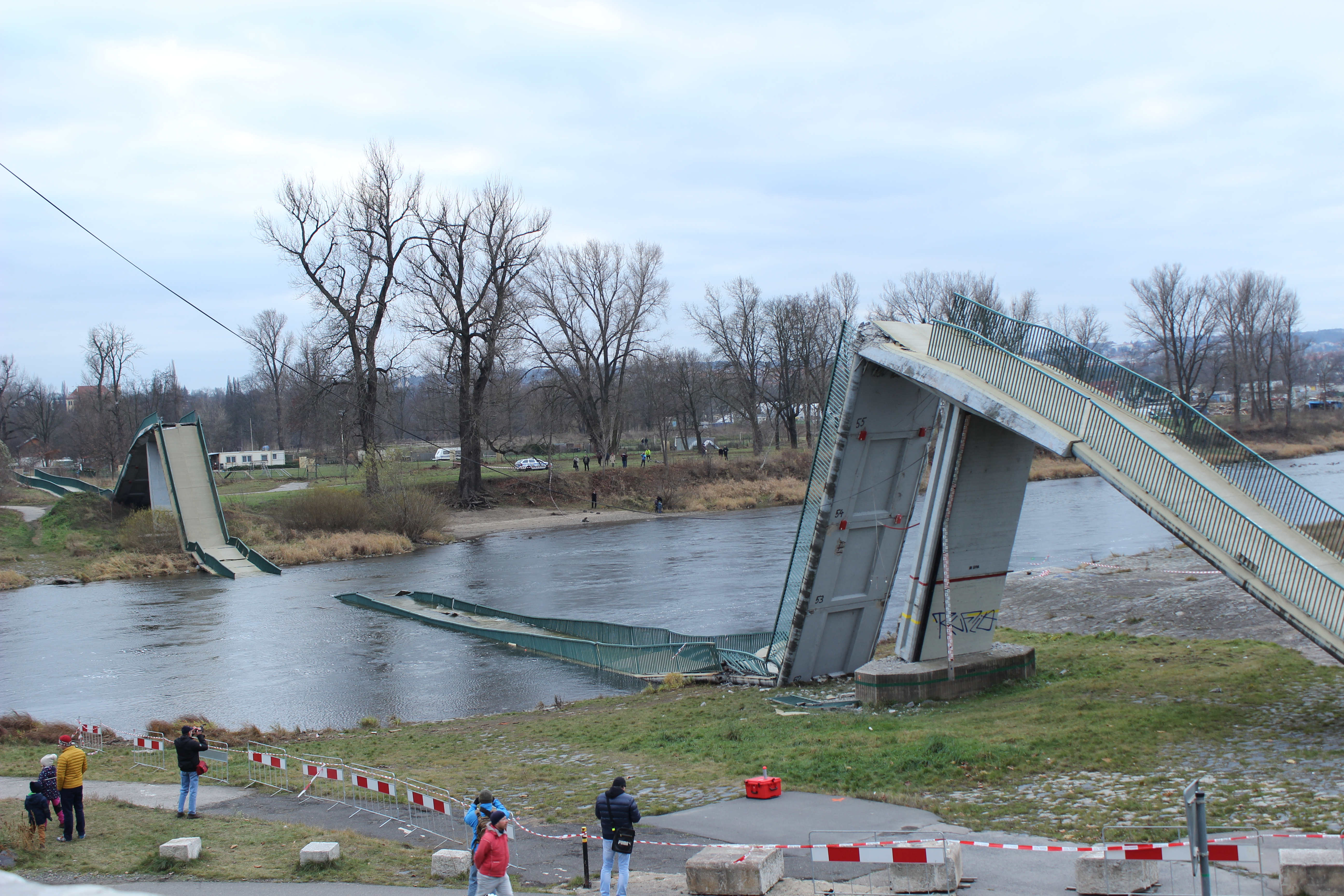
Trojská lávka po kolapsu

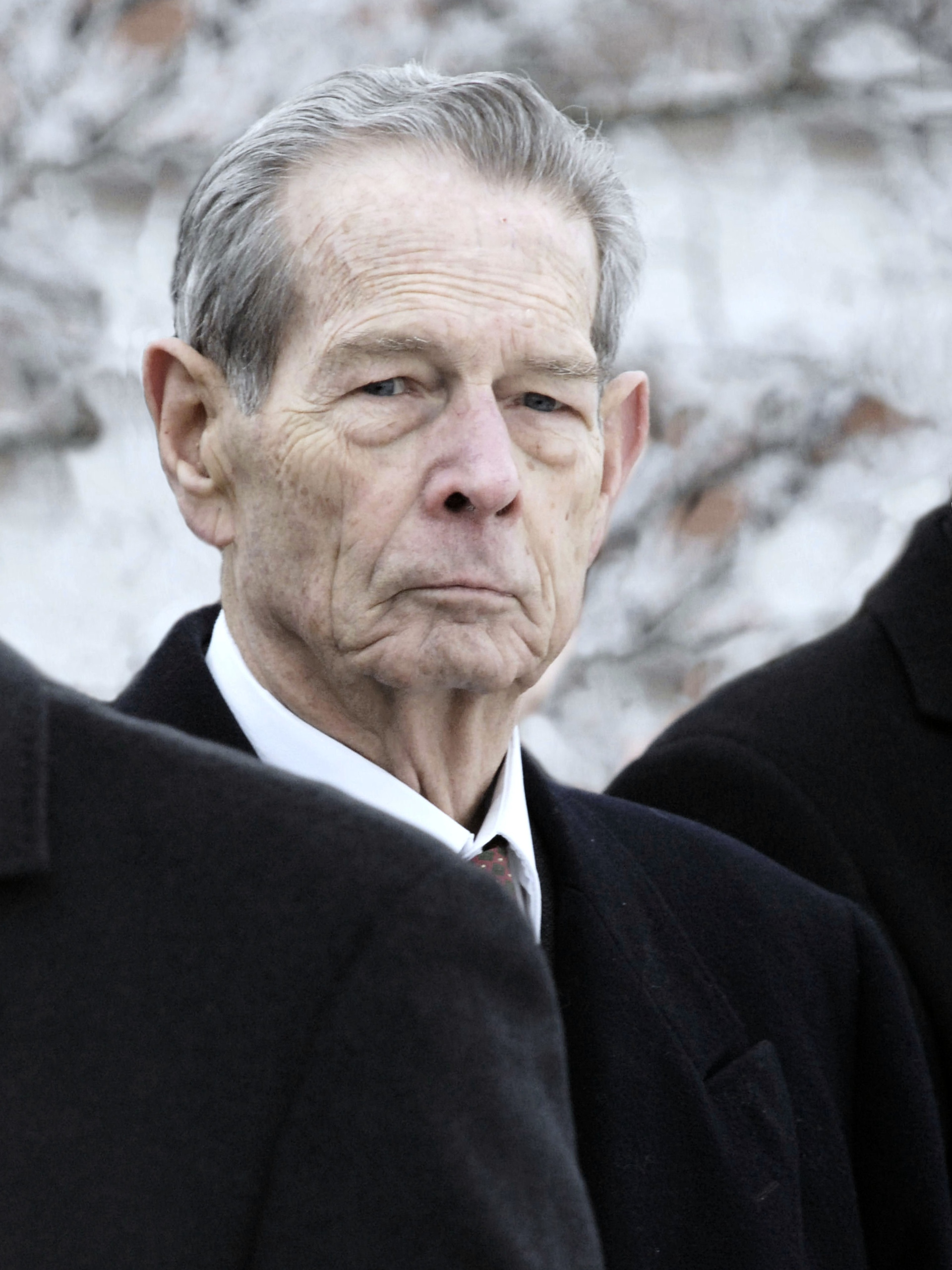
Michal I. Rumunský

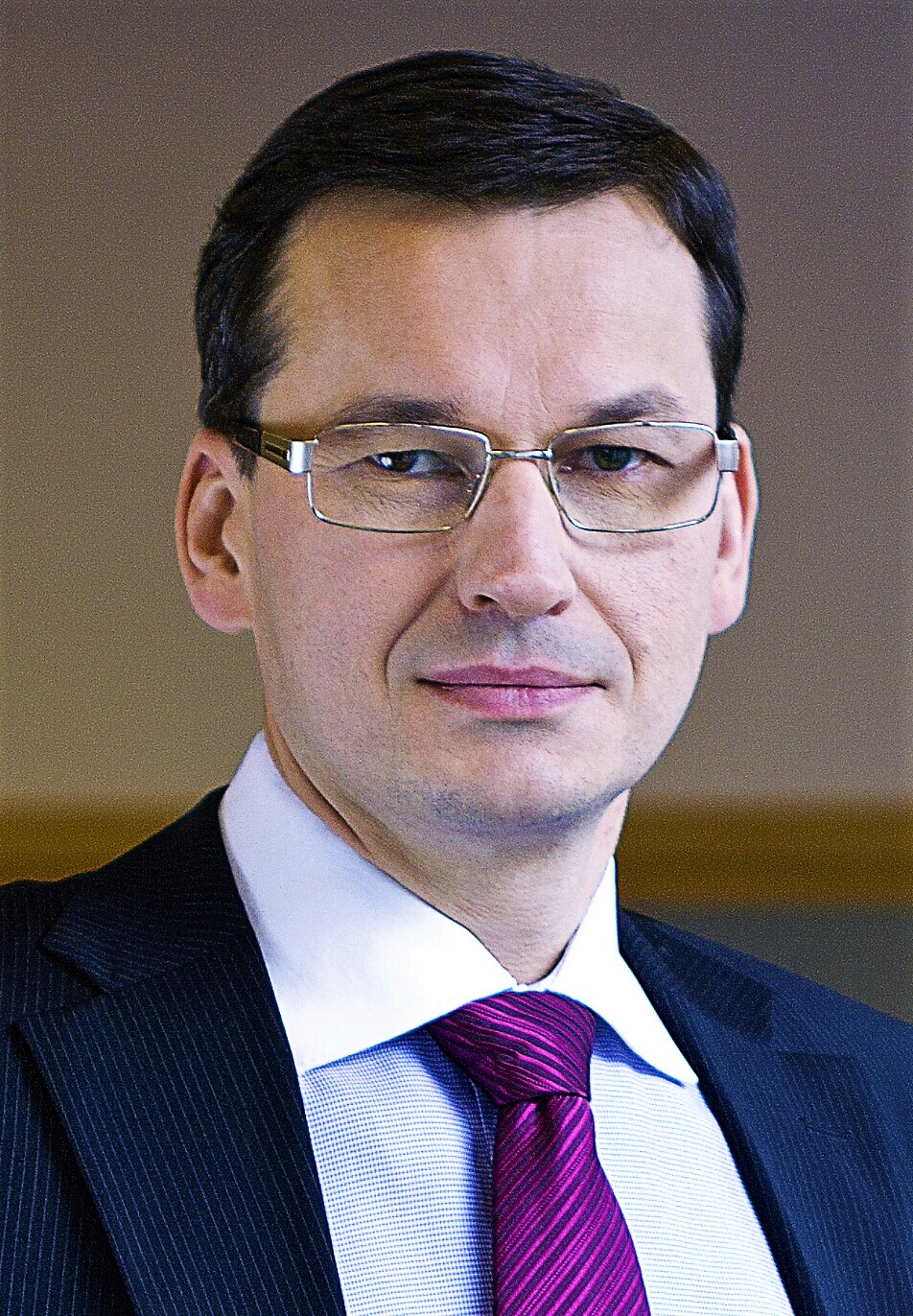
Mateusz Morawiecki

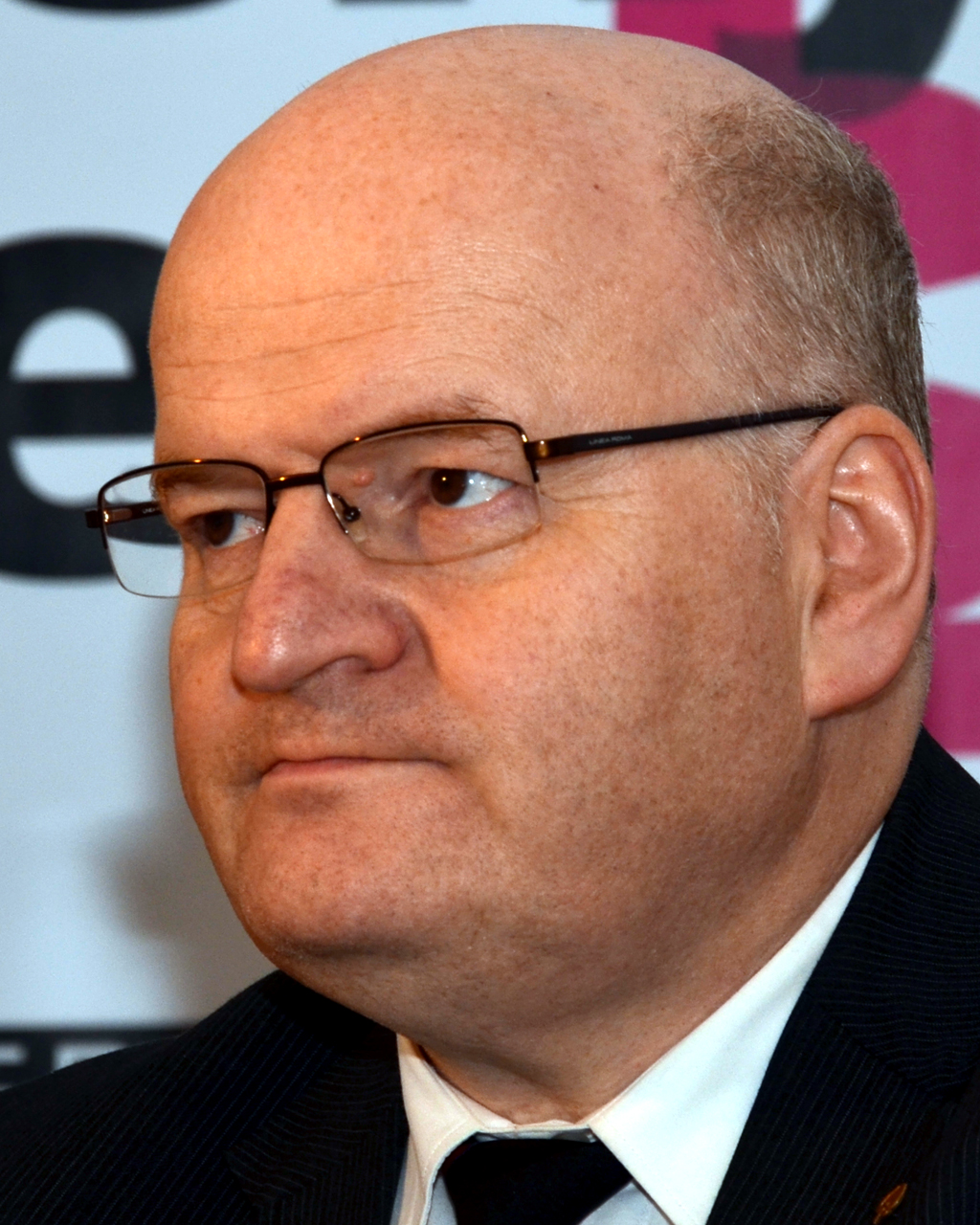
ministr Daniel Herman

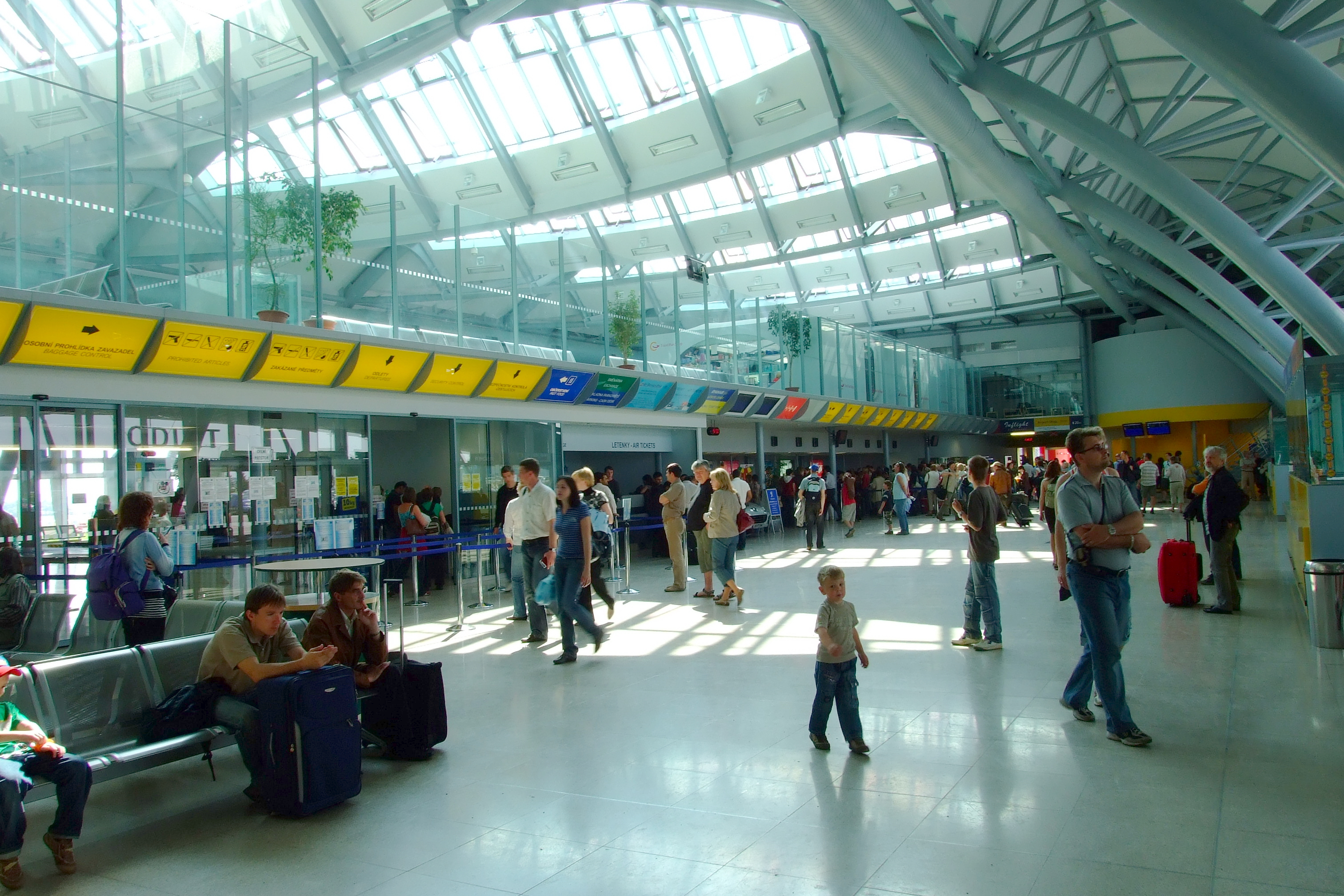
Brněnské letiště

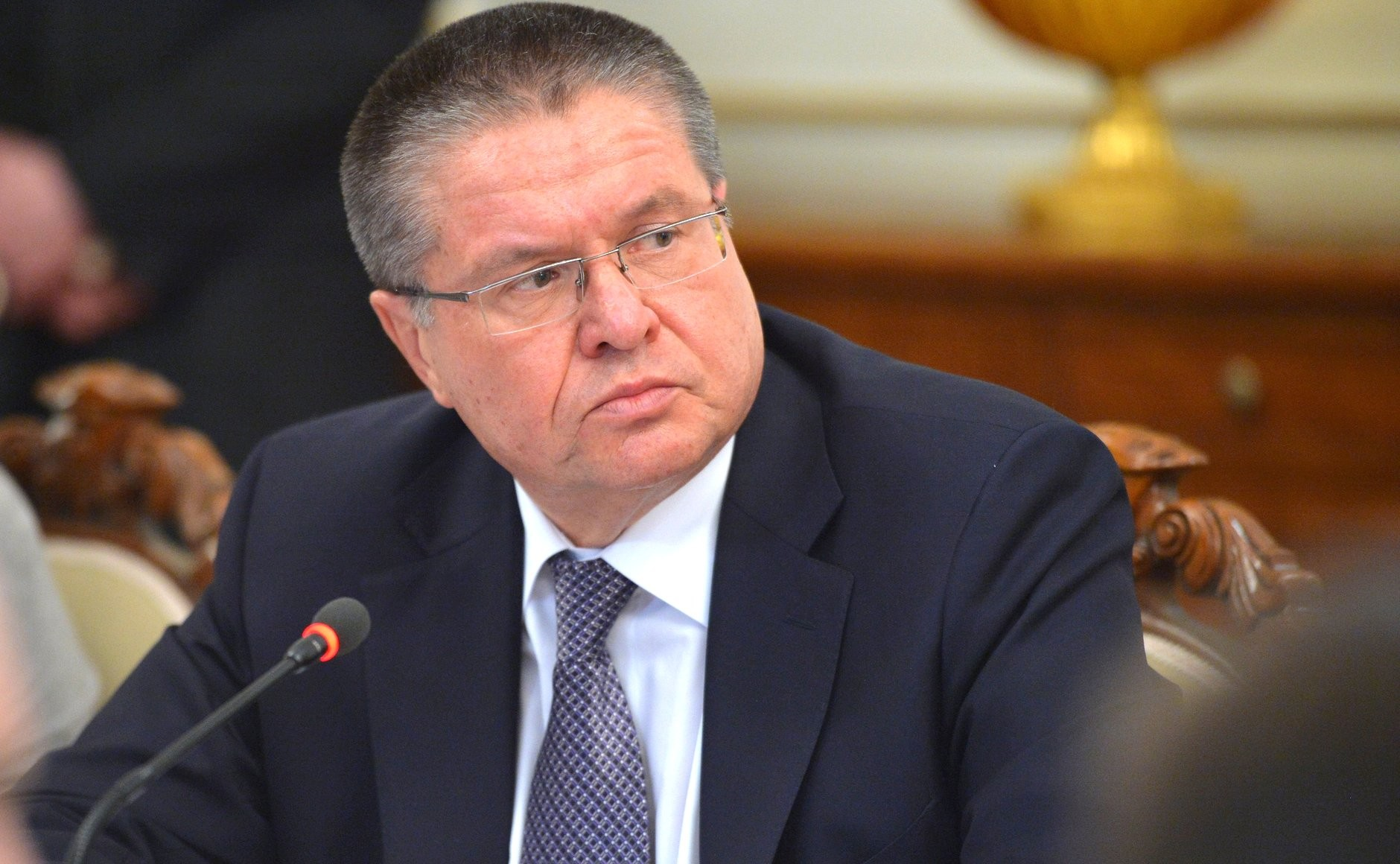
Alexej Uljukajev

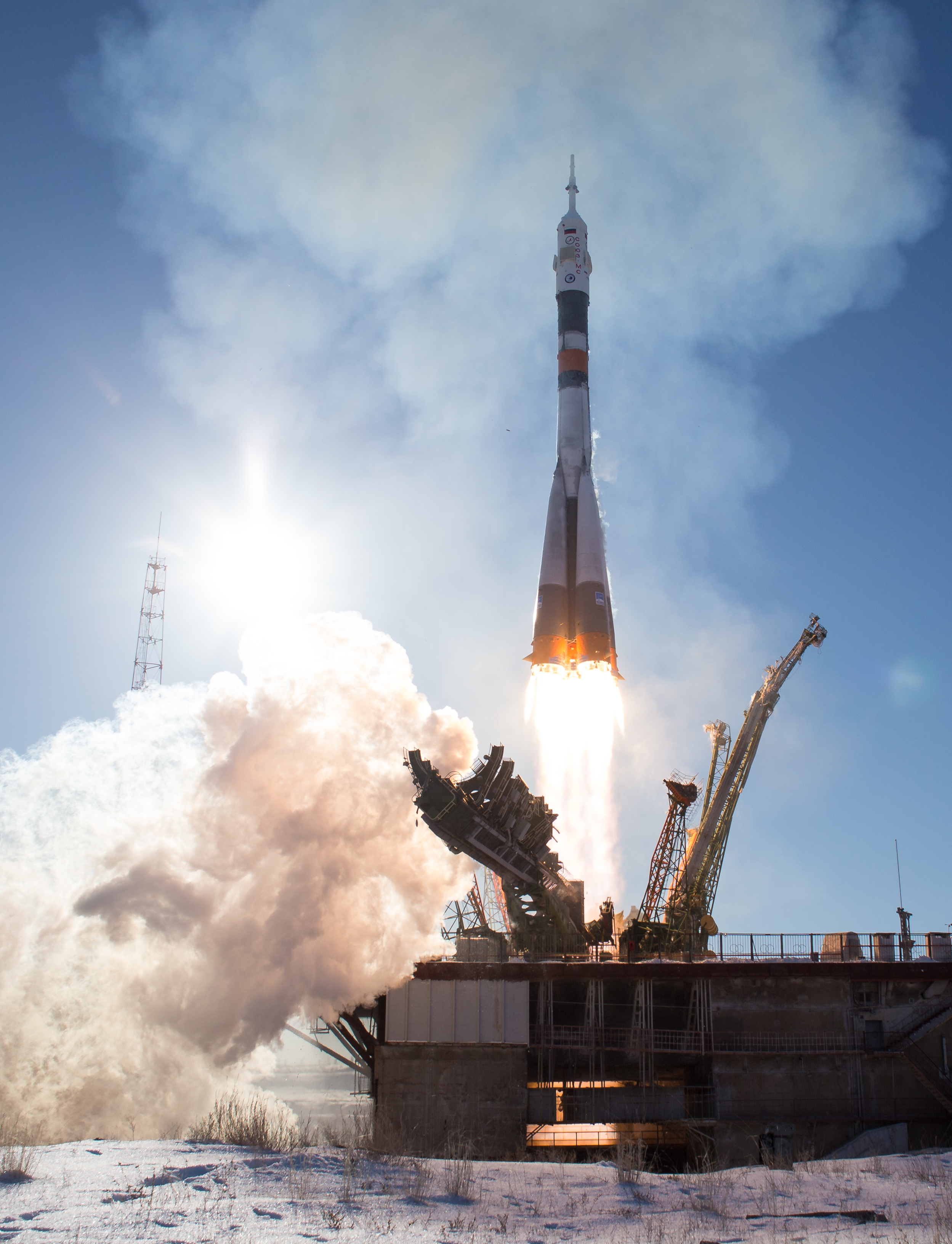
Sojuz MS-07

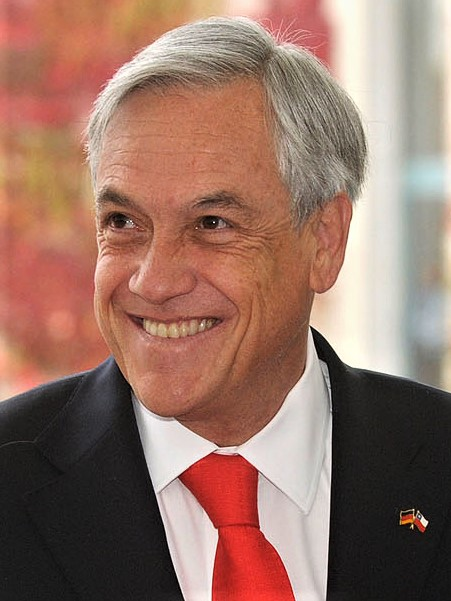
Sebastián Piñera

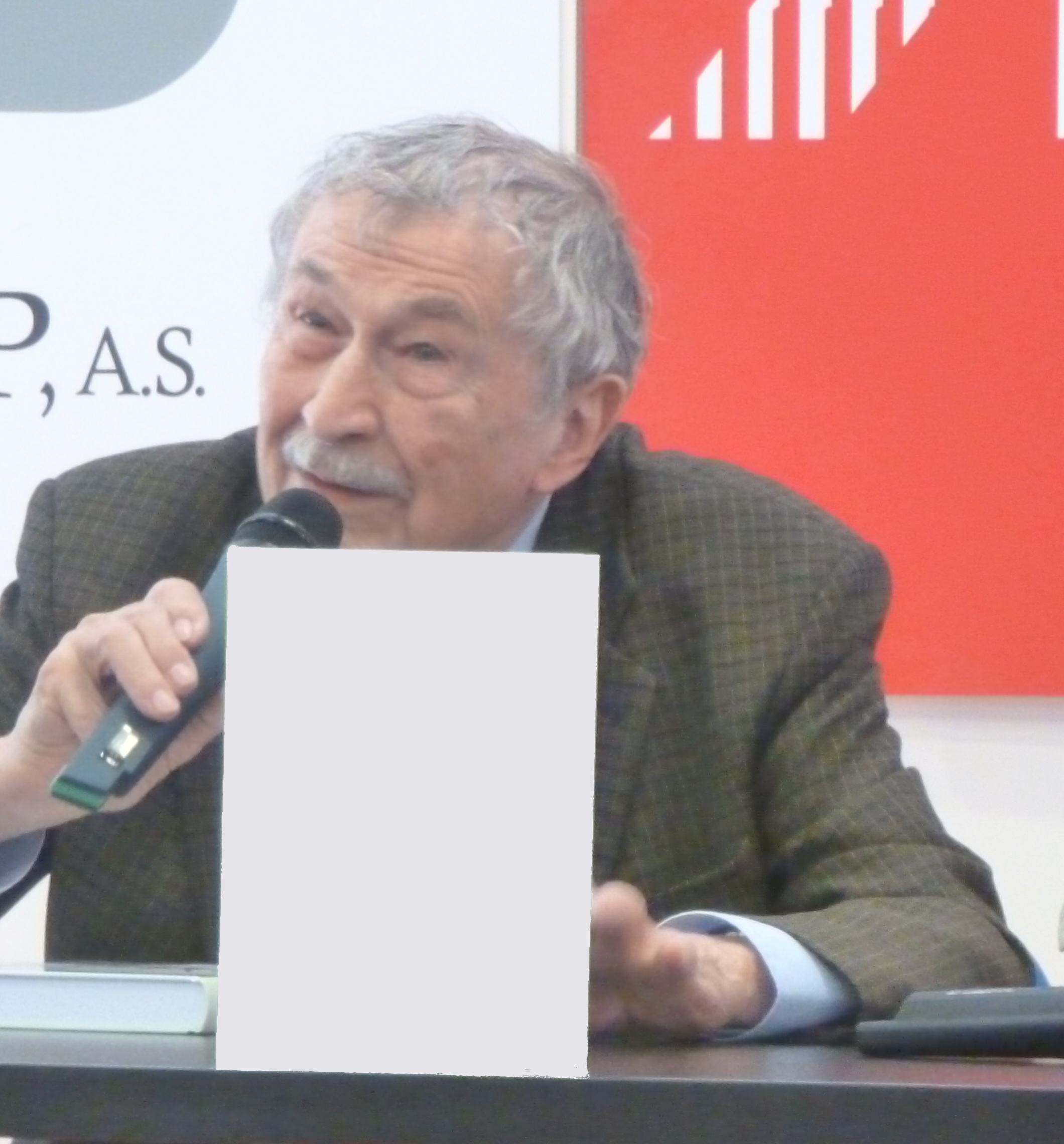
Rajko Doleček

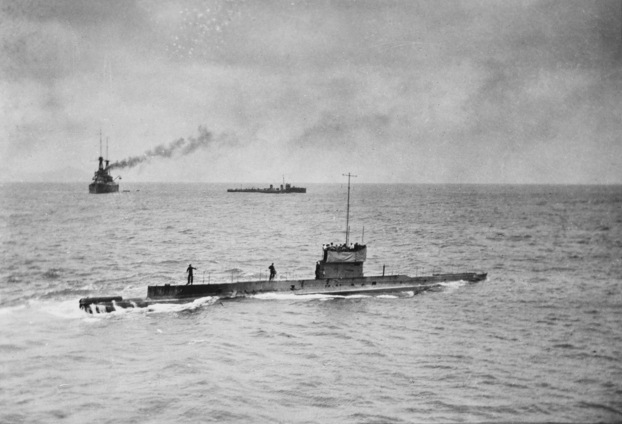
ponorka HMAS AE1

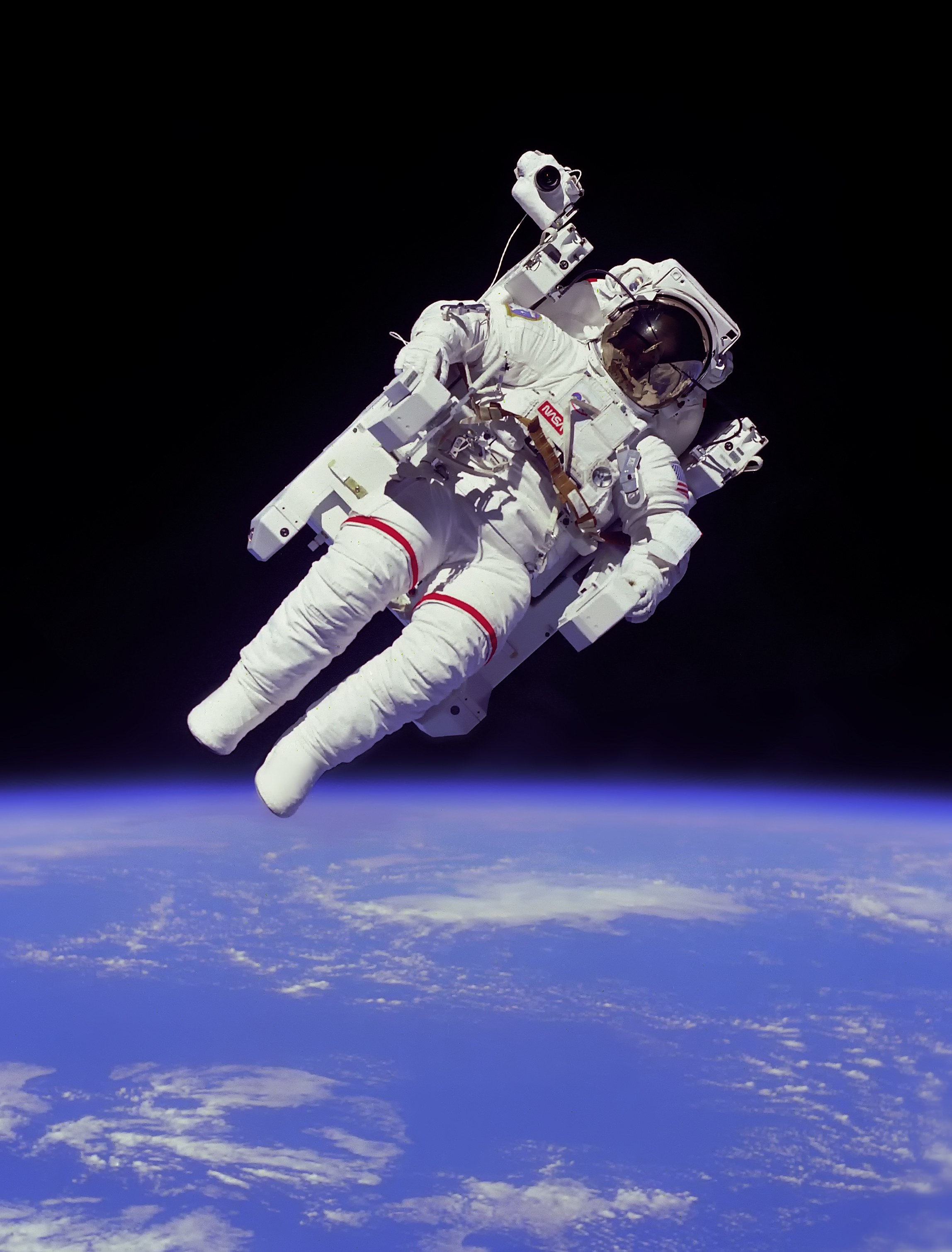
Bruce McCandless

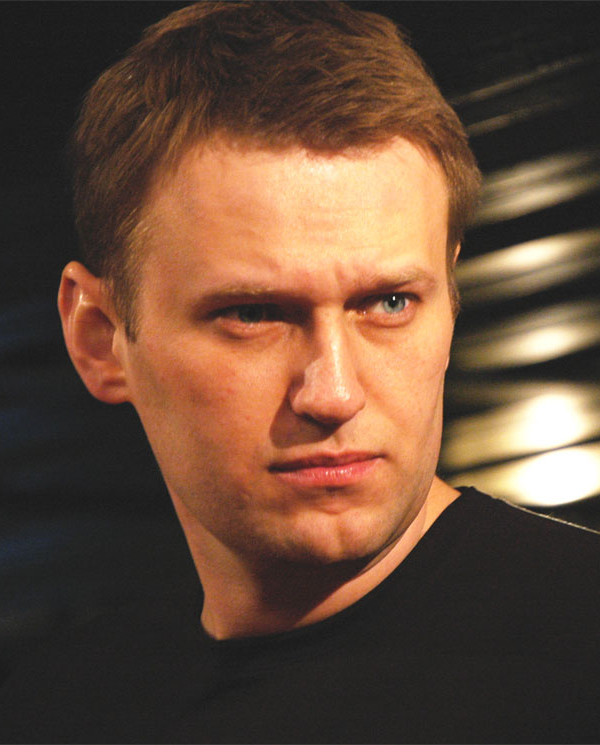
Alexej Navalnyj

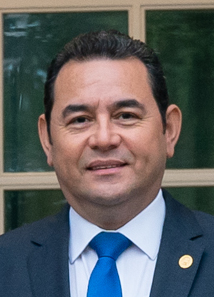
Jimmy Morales

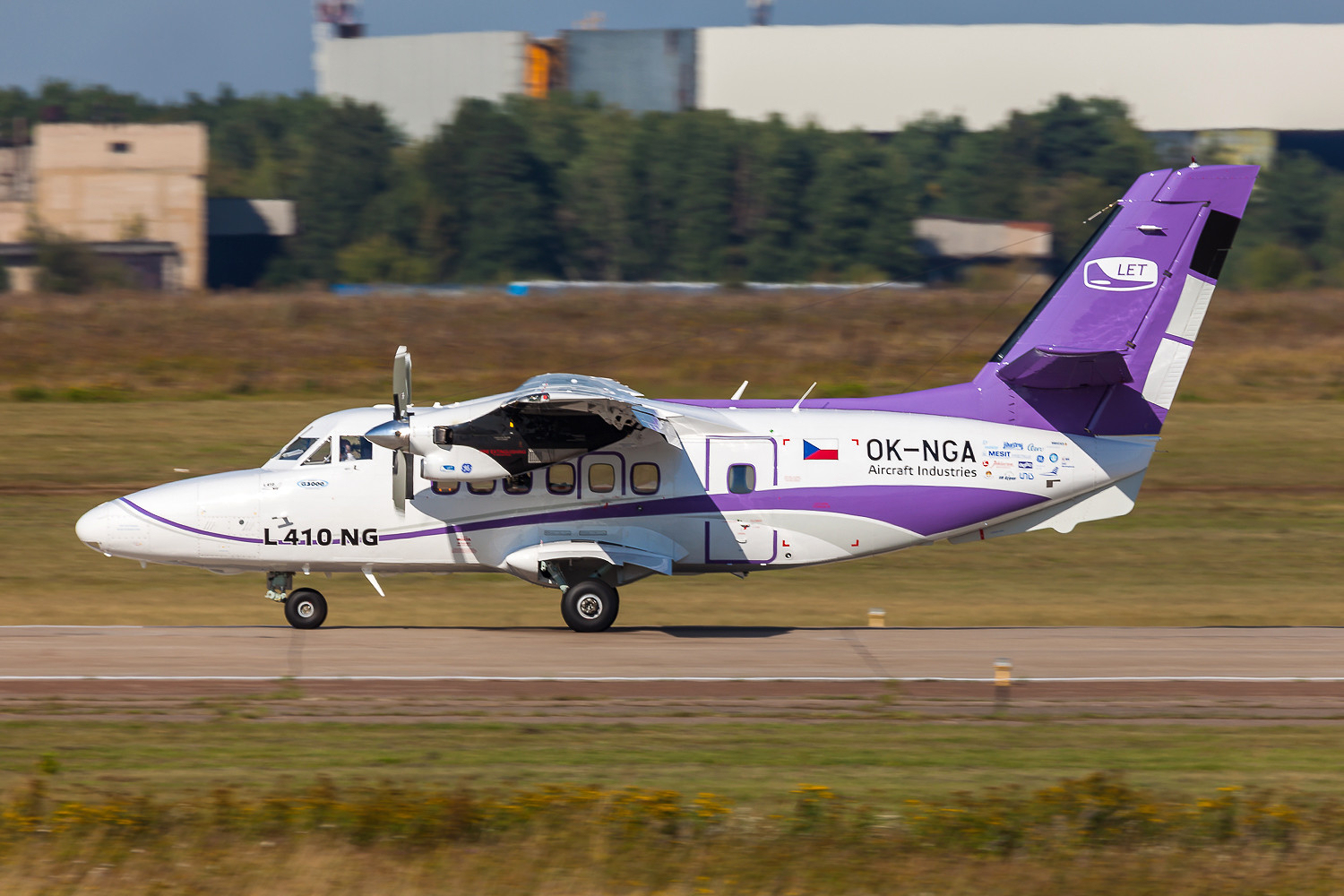
Let L-410

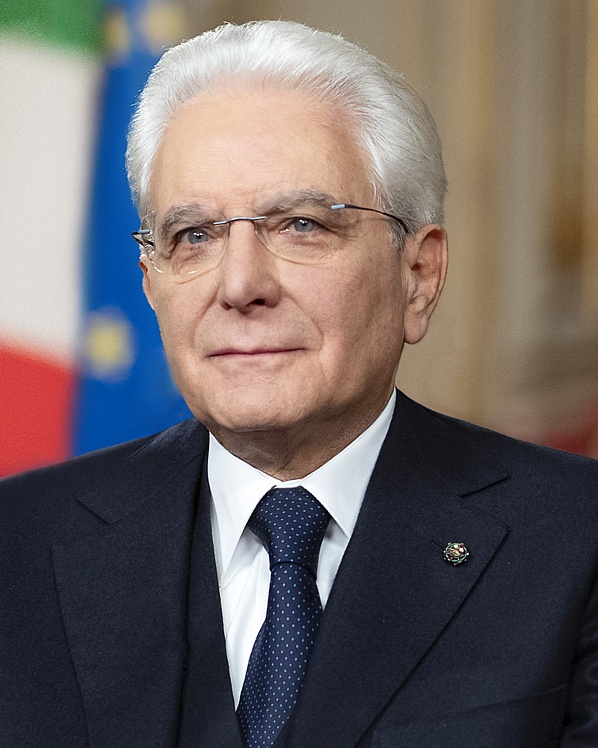
Sergio Mattarella

Toto je archivovaný článek z portálu Aktuality.
1. prosince – pátek
 Argentinské námořnictvo oznámilo, že ukončuje záchrannou akci při pátrání po ztracené ponorce San Juan, která zmizela 15. listopadu v jižním Atlantiku. Příbuzní všech 44 členů posádky však požadují v pátrání pokračovat.
2. prosince – sobota
 Při zřícení Trojské lávky přes řeku Vltavu v Praze došlo ke zranění 4 osob.
 Ve věku 53 let zemřela Iva Ritschelová, česká ekonomka a předsedkyně Českého statistického úřadu.
 Americký Senát schválil daňovou reformu, prosazovanou prezidentem Donaldem Trumpem, která snižuje daňové zatížení podniků i fyzických osob. Jde o největší změny v daňových předpisech od éry někdejšího republikánského prezidenta Ronalda Reagana v 80. letech minulého století.
3. prosince – neděle
 Německá vláda oznámila, že je připravena poskytnout finanční bonus pro odmítnuté žadatele o azyl, kteří se dobrovolně vrátí do své původní vlasti.
 Do okolí Českých Budějovic spadl meteorit, který měl při pádu jasnost -9,4 magnitudy. Astronomický ústav Akademie věd začal hledat jeho pozůstatky.
4. prosince – pondělí
 Firma Škoda Auto oznámila, že investuje přibližně 5,5 miliardy korun do výstavby do nové lakovny v Mladé Boleslavi a vytvoří tak 650 nových pracovních míst.
5. prosince – úterý
 Dopingový skandál ruské atletiky: Mezinárodní olympijský výbor rozhodl o vyloučení Ruska ze Zimních olympijských her 2018 v jihokorejském Pchjongčchangu. Současně bylo ruským sportovcům povoleno účastnit se pod neutrální vlajkou.
 Prezident Miloš Zeman přijal demisi vlády premiéra Bohuslava Sobotky a zároveň pověřil kabinet, aby vykonával funkci do jmenování nové vlády.
 Ve švýcarském Aubonne zemřel ve věku 96 let poslední rumunský král Michal I. (na obrázku), jeden ze tří žijících státníků z dob druhé světové války.
 Izraelská armáda opakovaně zaútočila raketami na vojenská zařízení poblíž syrské metropole Damašku.
6. prosince – středa
 Severokorejská krize: Státní noviny v čínské provincii Ťi-lin sousedící se Severní Koreou zveřejnili instrukce k přežití jaderného útoku.
 Prezident Miloš Zeman jmenoval Andreje Babiše premiérem.
 Americký prezident Donald Trump oznámil, že USA uznají Jeruzalém jako hlavní město Izraele.
 Česká pirátská strana navrhla zřízení vyšetřovací komise ke kauze OKD.
 Ruský prezident Vladimir Putin oznámil svou kandidaturu v prezidentských volbách v březnu 2018.
 Svého úřadu se ujal nový americký velvyslanec v Česku Stephen King.
7. prosince – čtvrtek
 Evropská komise zažalovala Českou republiku, Polsko a Maďarsko kvůli tomu, že odmítají plnit kvóty na přerozdělování uprchlíků, které byly přes jejich nesouhlas jednorázově schváleny přede dvěma lety.
8. prosince – pátek
 Recep Tayyip Erdoğan jako první turecký prezident od roku 1952 navštívil Řecko a vyzval k revizi Lausannské smlouvy.
 Demokratická republika Kongo: V provincii Severní Kivu zahynulo při útoku 14 členů mírových sil OSN, 5 konžských vojáků a 53 lidí bylo zraněno.
 Polská premiérka Beata Szydłová podala demisi a novým premiérem byl jmenován dosavadní vicepremiér a ministr financí Mateusz Morawiecki (na obrázku).
9. prosince – sobota
 V Kyjevě byl zatčen bývalý gruzínský prezident Michail Saakašvili.
 Pátý den bojovaly tisíce hasičů v Kalifornii s lesními požáry na ploše desítek tisíc hektarů. Domovy opustilo 210 tisíc lidí a byla nahlášena první oběť.
10. prosince – neděle
 Geofyzikální ústav Akademie věd zaznamenal v Moravskoslezském kraji zemětřesení o síle asi 3,5 stupně Richterovy škály s epicentrem u Hlučína v hloubce 12 km. Šlo o nejsilnější zemětřesení v oblasti od roku 1935.
 Ve Stockholmu a Oslu byly předány Nobelovy ceny za rok 2017.
 Pro nepřízeň počasí bylo na letišti ve Frankfurtu zrušeno 405 letů a u francouzského Calais uvízl na mělčině trajekt s 316 lidmi. Doprava přes kanál La Manche byla přerušena.
11. prosince – pondělí
 V New Yorku na Manhattanu poblíž Times Square odpálil 27letý Bangladéšan Akajíd Ulláh trubkovou nálož, která zranila 4 lidi.
 Vladimir Putin navštívil ruskou leteckou základnu Hmímím v Sýrii a setkal se s prezidentem Bašárem Asadem. Oznámil částečné stažení ruské armády ze země.
 Český ministr kultury Daniel Herman a saský ministr vnitra Markus Ulbig podepsali žádost o zapsaní kulturní krajiny Hornický region Erzgebirge/Krušnohoří na seznam světového dědictví UNESCO.
 Venezuelský prezident Nicolás Maduro oznámil, že hlavní opoziční strany nesmí v příštím roce nominovat kandidáty v prezidentských volbách.
12. prosince – úterý
 V dolnorakouské obci Baumgarten u slovenských hranic explodoval plynový terminál, přičemž zahynul jeden člověk a 21 jich bylo zraněno. Byly přerušeny dodávky plynu do Itálie, Slovinska a Chorvatska.
 Vojenská intervence v Jemenu: Zaměstnanci ruské ambasády v jemenském San'á byli kvůli zhoršené bezpečnostní situaci v zemi evakuováni do Rijádu.
13. prosince – středa
 Prezident Miloš Zeman jmenoval vládu Andreje Babiše.
14. prosince – čtvrtek
 27 představitelů zemí Evropské unie jednalo na summitu v Bruselu o odchodu Spojeného království z unie.
 Jihomoravský hejtman Bohumil Šimek oznámil, že od konce března 2018 budou z brněnského letiště (na obrázku) nově létat letadla do Milána, Říma, Barcelony, Bruselu a Lvova.
 Před začátkem summitu Evropské unie v Bruselu se Andrej Babiš setkal s premiéry zemí V4 a společně potvrdili, že přispějí částkou 35 milionů eur na ochranu libyjské hranice.
15. prosince – pátek
 Ústavní soud na návrh 41 poslanců ODS a TOP 09 zrušil některé části zákona o elektronické evidenci tržeb.
 Při zemětřesení o síle 6,5 stupně na indonéském ostrově Jáva zahynuli 3 lidé a 7 dalších bylo zraněno.
 Rakouská lidová strana a Svobodná strana Rakouska se dohodly na společné vládní koalici.
 Bývalý ruský ministr hospodářství Alexej Uljukajev byl odsouzen k osmi letům vězení za přijetí úplatku dvou milionů dolarů od šéfa ropného koncernu Rosněfť Igora Sečina.
16. prosince – sobota
 V Praze se konala konference představitelů evropských politických stran sdružených ve frakci Evropa národů a svobody. Konferenci pořádalo hnutí Svoboda a přímá demokracie a zúčastnili se jí např. Marine Le Penová a Geert Wilders. Proti akci demonstrovaly stovky lidí.
 Za účasti světových státníků se v Bukurešti konal pohřeb rumunského krále Michala I.
 Bavorský premiér Horst Seehofer byl znovu zvolen předsedou Křesťansko-sociální unie.
 Při tropické bouři Kai-Tak ve východních Filipínách zahynulo asi 26 lidí a 77 000 jich muselo být evakuováno.
 Po prudkém lijáku zahynulo v chilské obci Villa Santa Lucía v regionu Los Lagos 5 lidí, 8 jich bylo zraněno a 15 zůstalo nezvěstných. Byly zničeny desítky domů.
 Skauti přivezli z Vídně do Brna Betlémské světlo, které se druhý den rozváželo do dalších míst České republiky.
17. prosince – neděle
 V pákistánském městě Kvéta zahynulo při sebevražedném útoku na kostel asi 8 lidí a 45 jich bylo zraněno.
 Z kosmodromu Bajkonur v Kazachstánu odstartovala raketa Sojuz s kosmickou lodí Sojuz MS-07 (na obrázku), která na Mezinárodní vesmírnou stanici (ISS) dopraví tři kosmonauty: Rusa Antona Škaplerova, Američana Scotta Tingleho a Japonce Norišigeho Kanaie.
 Francouz François Gabart po rekordních 42 dnech plavby kolem světa doplul na ostrov Ouessant u Bretaňského poloostrova.
18. prosince – pondělí
 Speleologové oznámili, že za pomocí plynu merkaptan objevili mezi Kateřinskou jeskyní a Macochou v Moravském krasu další jeskyni, kterou pojmenovali Elfí domeček.
Juan Orlando Hernández byl po částečném přepočítání hlasů v prezidentských volbách vyhlášen prezidentem Hondurasu.
 Cyril Ramaphosa byl zvolen novým předsedou Afrického národního kongresu nejsilnější politické strany v Jihoafrické republice.
 Novým chilským prezidentem se stal pravicový kandidát Sebastián Piñera (na obrázku). V druhém kole prezidentských voleb získal 54,6 procent hlasů, jeho socialistický soupeř Alejandro Guillier porážku uznal.
 Při vykolejení vlaku na trati mezi Seattlem a Portlandem ve státě Washington zahynuli 3 lidé a přes 70 zraněných bylo převezeno do nemocnice.
 Zpřístupněním ochozu věže Staroměstské radnice v Praze byla ukončena první několikaměsíční etapa rekonstrukce celé stavby.
 Egypt v Radě bezpečnosti OSN předložil návrh rezoluce odsuzující uznání Jeruzaléma jako hlavního města Izraele. USA tento návrh vetovaly.
 Generální ředitel Vězeňské služby Petr Dohnal oznámil, že by do konce roku 2021 by na místě bývalého vojenského letiště Všechov u Tábora mohla být postavena věznice pro 800 mužů.
 Největší mezinárodní letiště v americké Atlantě postihl několikahodinový výpadek proudu a bylo zrušeno přes 1 000 letů. Kvůli hustému sněžení bylo zrušeno asi 170 letů i na letišti v německém Frankfurtu nad Mohanem.
 Ruská agentura Interfax oznámila, že ruská armáda kvůli napětí okolo KLDR přesunula do okolí Vladivostoku protiraketové systémy S-400.
 Východně od Varšavy se zřítila stíhačka MiG-21 Polského letectva.
19. prosince – úterý
 Při prvním výročí teroristického útoku na vánočních trzích v Berlíně odhalila německá kancléřka Angela Merkelová pomník obětem na náměstí Breitscheidplatz.
 Ministr životního prostředí Richard Brabec jmenoval novým ředitelem Krkonošského národního parku bývalého poslance ČSSD Robina Böhnische.
 Vojenská intervence v Jemenu: Saúdskoarabská protivzdušná obrana zneškodnila raketu Volcano 2-H, která byla vypálena z Jemenu na královský palác v Rijádu.
20. prosince – středa
 Ve věku 92 let zemřel Rajko Doleček (na obrázku), dietolog, propagátor zdravé výživy, lékař a profesor.
 V Krnově vyhořela bývalá textilní továrna Karnola. V budově, která je od roku 2010 kulturní památkou, mělo vzniknout muzeum textilního průmyslu.
 Elon Musk veřejnosti představil nosnou raketu Falcon Heavy, která je schopna na oběžnou dráhu Země vynést 64 tun nákladu.
 Stanice CNN oznámila, že v listopadu se v Tennessee narodilo dítě z 25 let zmrazeného embrya.
21. prosince – čtvrtek
 Katalánská krize: V katalánských parlamentních volbách zvítězila prošpanělská strana Ciudadanos, tři separatistické strany však získaly v parlamentu většinu.
 Novým předsedou rady Ústavu pro studium totalitních režimů byl zvolen historik Eduard Stehlík.
 Valné shromáždění OSN schválilo na návrh Turecka a Jemenu rezoluci, která odsuzuje americké uznání Jeruzaléma za hlavní město Izraele.
 Kubánský parlament rozhodl, že nový prezident bude zvolen 19. dubna 2018. Dosavadní prezident Raúl Castro již kandidovat nebude.
 Při požáru budovy v Jižní Koreji zemřelo nejméně 28 lidí a desítky utrpěly popáleniny.
 U města Rabaul v Papui Nové Guineji byla nalezena australská ponorka HMAS AE1, která se zde potopila 14. září 1914 s 35 členy posádky.
 V Jihočínském moři se asi 70 km od filipínské Manily potopila loď s 251 pasažéry. 160 jich bylo zachráněno, 4 zemřeli a 88 jich bylo pohřešováno.
 Některé země Evropské unie včetně Česka si připomněly 10. výročí rozšíření Schengenského prostoru.
22. prosince – pátek
 V Haagu byla po 24 letech slavnostně ukončena činnost Mezinárodního trestního tribunálu pro bývalou Jugoslávii.
 Po třech letech výstavby byla pro veřejnost otevřena lanovka na nejvyšší německou horu Zugspitze. Překonává největší výškový rozdíl na světě.
 Ve Fakultní nemocnici v Motole si připomněli 20 let od první transplantace plic pod vedením profesora Pavla Pafka.
 Okolo 200 obětí si vyžádal tajfun Tembin na filipínském ostrově Mindanao.
 Rada bezpečnosti OSN na návrh USA rozšířila sankce proti KLDR.
 U Klosterneuburgu poblíž Vídně se srazily dva osobní vlaky ÖBB, přičemž bylo 8 lidí zraněno. 40 zraněných si vyžádala nehoda příměstského vlaku ve španělském městě Alcalá de Henares.
 Z Vandenbergovy letecké základny v Kalifornii odstartovala raketa Falcon 9 soukromé společnosti SpaceX, která na oběžnou dráhu Země vynesla 10 satelitů Iridium NEXT společnosti Iridium Communications.
23. prosince – sobota
 Ve věku 80 let zemřel americký astronaut Bruce McCandless (na obrázku), který jako první člověk vystoupil do vesmíru bez pevného spojení s lodí.
 Na ostravském Jiráskově náměstí byla odhalena socha Leoše Janáčka od sochaře Davida Moješčíka.
24. prosince – neděle
 V čínské provincii Che-pej otevřeli 488 metrů dlouhý skleněný chodník nad 218 metrů hlubokou propastí. Je nejdelším chodníkem tohoto druhu na světě a má 1 077 desek z tvrzeného skla.
 Z letiště u čínského města Ču-chaj vzlétlo největší obojživelné letadlo AVIC AG-600 o hmotnosti 53,5 tun. Může nabrat 12 tun vody pro hašení požárů.
 Na demonstracích ve 20 ruských městech požadovaly tisíce lidí, aby Alexej Navalnyj (na obrázku) mohl kandidovat v ruských prezidentských volbách v březnu 2018.
 Při požáru obchodního domu ve městě Davao na filipínském ostrově Mindanao zahynulo 37 lidí.
 Turecká vláda oznámila, že po pokusu o vojenský převrat v roce 2016 bylo uvězněno 50 000 lidí, 2 700 přišlo o práci a 150 000 jich bylo přeřazeno na nižší pracovní pozici.
 Guatemalský prezident Jimmy Morales (na obrázku) oznámil, že přesune své velvyslanectví z Tel Avivu do Jeruzaléma.
 Peruánský prezident Pedro Pablo Kuczynski dal ze zdravotních důvodů milost svému uvězněnému předchůdci Albertu Fujimorimu.
25. prosince – pondělí
 Horolezec Radek Jaroš vystoupil na Mount Vinson, nejvyšší horu Antarktidy.
 V Moskvě u stanice metra Slavjanskij bulvar za hustého sněžení sjel linkový autobus na schody podchodu pro pěší a zahynulo přitom asi 5 lidí a 15 jich bylo zraněno.
 Z balkonu baziliky svatého Petra ve Vatikánu pronesl papež František tradiční požehnání Urbi et orbi.
 Ruské ministerstvo obrany oznámilo, že pro armádu zakoupí 18 českých letounů L-410 (na obrázku) pro speciální operace.
 Do berlínského sídla Sociálnědemokratické strany narazil automobil s kanystry benzinu a jinými hořlavými látkami. Řidič utrpěl lehká zranění.
 Jedna česká turistka zemřela po pádu několik set metrů do Malé Studené doliny ve Vysokých Tatrách. Český pár se zřítil ze stezky na Slavkovský štít. Žena zemřela a muž byl těžce zraněn.
26. prosince – úterý
 U města Polkowice v Polsku došlo k velmi silnému důlnímu otřesu o magnitudě až 4,8.
27. prosince – středa
 Válka na východní Ukrajině: Zástupci Ukrajiny a povstaleckých republik dokončili u města Horlivka výměnu 300 válečných zajatců.
 Při zemětřesení o síle 4,2 stupňů západně od Teheránu zahynul člověk a 60 jich bylo zraněno.
 Povstalci na severu syrského guvernorátu Hama sestřelili vojenské letadlo L-39 Albatros syrských vzdušných sil.
 Na ruskou základnu Hmímím v Sýrii bylo vypáleno několik raket.
 Při havárii švýcarské výletní lodě Swiss Crystal na Rýně u německého města Duisburg bylo zraněno 27 lidí.
 Z kosmodromu Bajkonur byla ukrajinskou raketou Zenit-2SB vynesena první angolská družice Angosat-1.
 Rusko oznámilo, že v roce 2020 by chtělo Turecku prodat čtyři protiletadlové jednotky S-400.
 Při explozi výbušniny v petrohradském supermarketu bylo zraněno 13 lidí.
 V syrské Ghútě začala evakuace desítek lidí, kteří akutně potřebují lékařskou pomoc.
 Turecká policie zatkla 54 lidí po celé zemi za podezření z vazeb na duchovního Fethullaha Gülena.
28. prosince – čtvrtek
 Ministerstvo kultury navrhlo mezi národní kulturní památky 19 poutních míst.
 Při sérii bombových útoků zahynulo v Kábulu asi 41 lidí a 48 jich bylo zraněno.
 Prezidentem Libérie byl zvolen fotbalista George Weah.
 Italský prezident Sergio Mattarella rozpustil parlament a vláda vyhlásila parlamentní volby na 4. března 2018.
 Stovky lidí demonstrovaly v íránském Mašhadu proti inflaci a nezaměstnanosti.
29. prosince – pátek
 V egyptském městě Helwán jižně od Káhiry zemřelo při útoku na koptský kostel 9 lidí a několik jich bylo zraněno.
 Při požáru domu v newyorském Bronxu zemřelo asi 12 lidí. Byl to největší požár v New Yorku za 25 let.
30. prosince – sobota
 Po dvoudenních protivládních protestech se v Teheránu a dalších íránských městech konaly provládní demonstrace.
 V Rusku byl zadržen pachatel petrohradského bombového útoku na supermarket.
 Ruský nejvyšší soud rozhodl, že Alexej Navalnyj nesmí kandidovat v prezidentských volbách.
31. prosince – neděle
 Při největších protivládních protestech v Íránu od roku 2009 zahynuli ve městě Dorud v provincii Lorestán nejméně dva lidé. Vláda zablokovala sociální síť Instagram a službu Telegram.
 Na západě Francie během bouře Carmen zemřel jeden člověk a 65 000 domácností zůstalo bez elektřiny.
 Při bombovém útoku v afghánském Džalálábádu zemřelo asi 15 lidí.
 Neméně 36 lidí bylo zabito při srážce autobusu s nákladním automobilem na předměstí keňské metropole Nairobi.
 V centrálním Řecku došlo k zemětřesení o magnitudě asi 4,9. Otřes mohli lidé pocítit do vzdálenosti několika desítek kilometrů.
 Při havárii ruského vrtulníku Mil Mi-24 zahynuli v Sýrii dva piloti.